# Lentamente (Studio 3)
Lentamente è il secondo album in studio del gruppo musicale italiano Studio 3, pubblicato nel 2007.
Il 6 aprile dello stesso anno è uscito il singolo contenente il brano Alice (in versione audio e videoclip), il cui ricavato è stato interamente devoluto alla fondazione "Aiutare i bambini" in favore del progetto "Un nido per ogni bambino".

## Tracce
1. Lentamente - 3:38 -  (A. Vetralla - E. Palmosi)
2. Mentre nevica - 4:00 -  (A. Vetralla - E. Palmosi)
3. 99 volte - 3:20 -  (A. Vetralla - E. Palmosi - A. Proietti Orzella)
4. Quando sarai sola - 3:52 -  (M. Venturini - M. Pappa - E. Palmosi)
5. Alice - 3:40 -  (A. Sampietro - D. Ambrosecchia)
6. Non lo dico. Lo prometto - 3:19 -  (A. Vetralla - E. Palmosi)
7. Spicchio di luna - 3:28 -  (A. Vetralla - S. Barbagallo - E. Palmosi)
8. Vivi la tua età - 3:28 -  (M. Venturini - M. Pappa - E. Palmosi)
9. Voci su voci - 3:17 -  (A. Vetralla)
10. Non salire - 3:21 -  (A. Vetralla - E. Palmosi)
11. Per te... - 4:49 -  (M. Venturini - E. Palmosi)
12. Sono ancora qua - 4:01 -  (S. Valerio - M. Venturini - A. Vetralla - E. Palmosi)
13. Sai cos'è - 4:20 -  (A. Vetralla - E. Palmosi)

## Formazione
- Salvatore Valerio - voce
- Marco Venturini - voce
- Andrea Vetralla - voce

Altri musicisti
- Giorgio Secco - chitarra
- Giorgio Cocilovo - chitarra, bouzuki, banjo e mandolino
- Paolo Petrini - chitarra
- Rossano Eleuteri - basso e contrabbasso
- Francesco Corvino - batteria
- Enrico Palmosi - pianoforte

## Andamento nella classifica italiana degli album
| Settimana | 01 | 02 | 03 | 04 | 05 | 06 | 07 | 08 |
| Posizione | 40 | 52 | 65 | 91 | -  | 77 | 85 | 96 |